# 麻山镇 (望谟县)
麻山镇，是中华人民共和国贵州省黔西南布依族苗族自治州望谟县下辖的一个乡镇级行政单位。
2015年1月21日，贵州省人民政府批复同意望谟县乡镇行政区划调整，新设置的麻山镇辖原麻山乡、纳夜镇，镇人民政府驻纳夜村。

## 行政区划
麻山镇下辖以下地区：
纳夜村、纳良村、平和村、纳幕村、打郎村、交龙村、卡法村、前丰村、光明村、山花村、牛场村、打务村和岜丛村。